# Сімон Фуркад
Сімо́н Фурка́д (фр. Simon Fourcade; 25 квітня 1984, Перпіньян) — французький біатлоніст, учасник Олімпійських ігор 2006 року, а також Олімпійських ігор 2010 року, чемпіон світу 2009 року у змішаній естафеті, триразовий чемпіон світу з літнього біатлону. Відомий біатлоніст Мартен Фуркад є його молодшим братом.

## Спортивна кар'єра
Біатлоном почав займатися у 1998 році, до цього займався дзюдо, сноубордом и хокеєм. Вперше взяв участь в розіграші кубка світу у 2004 році на етапі в Осло. На Олімпіаді в Турині стартував лише в одній — індивідуальній — гонці, де посів 31-е місце. В сезоні 2006—2007 він тричі потрапляв до десятки сильніших, а на наступному після чемпіонату світу етапі в Контіолахті Фуркад став другим в індивідуальній гонці, відставши від свого співвітчизника Рафаеля Пуаре на 17,9 секунди.
В сезоні 2007/08 двічі ставав 4-м, в том числі, в індивідуальній гонці на чемпионаті світу з біатлону 2008 року. В підсумковій таблиці сезону посів 17-е місце, набравши 350 очок. Окрім того, за показником влучності стрільби (85%) увійшов до десятки найкращих серед чоловіків.

## Статистика кубка світу
У таблиці наведено статистику виступів біатлоніста в Кубку світу.
- Місця 1–3: кількість подіумів
- Чільна 10: кількість фінішів у першій десятці
- В очках: кількість виступів, на яких біатлоніст здобував очки
- Старти: кількість стартів
- Естафета: включно зі змішаною

| Місця                              | Індивід. | Спринт | Персьют | Мас-старт | Естафета | Разом |
| ---------------------------------- | -------- | ------ | ------- | --------- | -------- | ----- |
| 1                                  |          |        |         |           | 2        | 2     |
| 2                                  | 2        |        |         |           | 2        | 4     |
| 3                                  |          | 1      |         |           | 2        | 3     |
| Чільна 10                          | 5        | 11     | 9       | 7         | 20       | 52    |
| В очках                            | 10       | 30     | 25      | 19        | 23       | 107   |
| Стартів                            | 15       | 50     | 32      | 21        | 23       | 141   |
| Станом на: кінець сезону 2009/2010 |          |        |         |           |          |       |